# Praha-Velká Chuchle
Praha-Velká Chuchle – przystanek kolejowy w Pradze, w dzielnicy Velká Chuchle, w Czechach przy ulicy Radotínskiej 36/1. Znajduje się na linii kolejowej Praga – Beroun, na południe od Pragi. Znajduje się na wysokości 200 m n.p.m.
Jest zarządzany przez Správę železnic. Na przystanku zatrzymują się pociągi systemu szybkiej kolei miejskiej Esko w Pradze.

## Linie kolejowe
- 171 Praha - Beroun